# 武内裕之
武内 裕之（たけうち ひろゆき、1968年1月30日 - ）は、九州朝日放送の社員。かつては同局のアナウンサーだったが、現在は同局のラジオパーソナリティとしても活動（後述）。

## 人物・履歴
北九州市出身。1983年、高校受験に失敗し、1年間浪人生活を送って福岡大学附属大濠高等学校に進学。その後は留年等をすることなく慶應義塾大学商学部卒業後、KBCに入社。同期には、加藤恭子、秋山仁志がいる。武内は「高校受験失敗という挫折が今日の原点ともなった」ことを明らかにしている。
人事異動を全社規模で行うKBCにあって同僚が一度は他部署への配置転換を経験する中、長らくアナウンスの第一線にとどまっていた。
入社後は、秋山とともに深夜番組『ドォーモ』のリポーターとなり、以後朝番組『朝はポレポレ』の司会を担当していた時期を挟み通算16年にわたって出演。ラジオの深夜放送担当も相まってその名を知られ、地元九州ではタレント並みの知名度を獲得。喋り口やタレントなみの積極的な行動からアナウンサーに見られることが少なく、彼がアナウンサーである事を知らない視聴者も多かった。
『ドォーモ』を2010年3月26日未明（25日深夜）放送分を以って降板し、ラジオに軸足を移して4年間、朝ワイド番組『武内裕之That's On Time』のメインMCを担当していた。
2014年度の人事異動でアナウンス部を離れ、東京支社へ異動となった。入れ替わりに他部署に移っていた平川尚子がアナウンス部に復帰。
2018年2月24日放送のラジオ特番『博多デス。』で、約4年ぶりにラジオ出演した。
2020年10月、福岡本社ラジオ営業部に異動。
2022年10月から、居内陽平の後任として、「島田洋七の朝から言わせろ!」のアシスタントを担当し、ラジオパーソナリティとしての活動を再開。

## エピソード
- ニュースを読んだ際、放送後に視聴者から「いつからKBCはタレントにニュースを読ませるようになったのか」という苦情が来たこともある。
- 『ドォーモ』の企画でワールドカップ2006ドイツ大会を観戦しに日本を出発する際、空港にてNNN系列『真相報道 バンキシャ!』で一サポーターとしてインタビューに答える姿が放送された。
- 『ドォーモ』の企画で、7年に渡り追い続けたカジキマグロを、その数が少ないと言われる玄界灘で釣り上げた。
- 『KBC水と緑のキャンペーン』企画で、鹿児島・錦江湾を泳ぎ切るなど、40を過ぎてもなお、身体張り系のロケもこなしていた。
- 私生活では2児の父親でもある。『ドォーモ』で共演していた高橋徹郎とは、同時期に父親となったこともあり親しく、過去にはラジオ番組で互いの子育てに関して話していた。
- 声が大きく独特の声質である為、先輩後輩問わず（特に先輩アナウンサーの沢田幸二に）ものまねや弄られる事が多い。

## 現在の出演番組

### ラジオ
- 島田洋七の朝から言わせろ!（アサデス。ラジオ内 朝7:54から、2022年10月〜）

## 過去の出演番組

### テレビ
- ドォーモ
登場初期はレポーター。1999年4月の番組リニューアルで司会者に。この番組で様々な体験をさせられた事の中から、クワガタムシの捕獲、繁殖が趣味になった。武内企画のロケ取材をした時には必ず雨が降ることから、中島浩二から「嵐を呼ぶ男」と呼ばれた。
- 朝はポレポレ
1998年4月の番組スタートから1年間メイン司会を担当したが、その後『ドォーモ』に戻る。本人曰く、「朝からうるさい」という苦情が来たのが司会交代のきっかけだという。
- スーパーJチャンネル九州・沖縄（草柳悟堂のリリーフ）
- KBCニュースピア（同上）

### ラジオ
- ナイトスロープ3P→中島浩二アワー・THE3P
- タケボー・徹郎のTVでは話せません
- カプセルマガジン第二期　金曜日担当(2005年4月〜2007年3月)
月曜から木曜はテレビでドォーモ担当、金曜日はこの番組の為「KBCの夜の男」とのキャッチフレーズを本人自らが付けていた。
- 夜はこれから!ホークス派宣言（2010年度上期、火曜・水曜）
- PAO〜N（同上、金曜）
- 武内裕之That's On Time（ラジオ、2010年10月から2014年3月まで）